# Andrzej z Lubina
Andrzej z Lubina herbu Ogończyk (zm. w 1444/1445) – starosta dobrzyński, podskarbi królestwa w latach 1431–1444, starosta Pyzdr w latach 1435–1444.